# Д’Аврай, Жан-Мишель
Жан-Мишель Д’Аврай (англ. Jean-Michel d'Avray; род. 19 февраля 1962, Йоханнесбург, Трансвааль) — южноафриканский футболист, нападающий. Известный по игре в клубе «Ипсвич Таун».

## Карьера

### Клубная
Профессиональный дебют за «Ипсвич Таун» состоялся в ноябре 1979 года в матче против «Саутгемптона» на Портмен Роуде. В течение следующих 11 сезонов он принял участие в более 200 матчей за клуб, забив почти 40 голов. Он также имел небольшое пребывание на правах аренды в «Лестер Сити», где он сыграл в трёх матчах в сезоне 1986/87 (против «Ливерпуля», «Норвич Сити» и «Тоттенхэм Хотспур»).
В 1990 году перешёл в нидерландский клуб НЕК. Дебют состоялся 25 августа того же года в матче против «МВВ Маастрихт». В первом сезоне Д’Аврай принял участие в 28 матчах из 34 и не смог помочь клубу избежать вылета в Первый дивизион.

### Статистика
| Сезон   | Дивизион | Клуб        | Страна           | Матчи | Голы |
| ------- | -------- | ----------- | ---------------- | ----- | ---- |
| 1979/80 | Д1       | Ипсвич Таун | Флаг Англии      | 2     | 0    |
| 1980/81 | Д1       | Ипсвич Таун | Флаг Англии      | 5     | 1    |
| 1981/82 | Д1       | Ипсвич Таун | Флаг Англии      | 13    | 2    |
| 1982/83 | Д1       | Ипсвич Таун | Флаг Англии      | 17    | 2    |
| 1983/84 | Д1       | Ипсвич Таун | Флаг Англии      | 23    | 6    |
| 1984/85 | Д1       | Ипсвич Таун | Флаг Англии      | 33    | 6    |
| 1985/86 | Д1       | Ипсвич Таун | Флаг Англии      | 26    | 5    |
| 1986/87 | Д1       | Лестер Сити | Флаг Англии      | 3     | 0    |
| 1990/91 | Д1       | НЕК         | Флаг Нидерландов | 28    | 2    |

### Сборная
Когда Д’Аврай играл за «Ипсвич Таун» сумел дважды сыграть за молодёжную сборную Англии на Чемпионате Европы 1984, где забил в ворота Италии в первом матче полуфинала и помог команде выйти в финал. Жан-Мишель появился только в первом матче финала, заменив травмированного Марка Хейтли на 15-й минуте матча. «Молодые львы» оба матча выиграли и во второй раз подряд стали чемпионом Европы.

### Тренерская
Д’Аврай начал свою тренерскую карьеру в 1991 году в клубе «Морока Свэллоуз», где проработал в течение одного сезона, прежде чем перейти в «Кейптаун Сперс». В 1993 году был назван южноафриканским тренером года и в 1995 году помог клубу оформить золотой дубль. Также с 1993 по 1997 года тренировал сборную ЮАР (до 23 лет). в общей сложности Д’Аврай был тренером сборной на протяжении 28 матчей и последний матч состоялся в декабре 1997 года против Уганды.
В 1998 году переехал в Австралию, чтобы стать помощником главного тренера, Бернда, Штанге, клуба «Перт Глори», а в 2001 году — главным тренером. Дважды, в 2003 и 2004 годах, приводил команду к чемпионству национальной лиге, за что в 2004 был удостоен наградой «Тренер года» Национальной Футбольной Лиги Австралии.
В сезоне 2005/06 занимал должность технического директора «Перт Глори». В начале сезона 2008/09 возглавил «Блумфонтейн Селтик», но из-за плохих показаний в чемпионате он был уволен и на его место пришёл Оуэн Да Гама .
Имеет Pro лицензию УЕФА.
В период 2016—2017 годов являлся помощником Роджера Де Са, который является главным тренером клуба «Аякс» из Кейптауна.

## Личная жизнь
Женат на женщине по имени Анджела и имеет 2 детей.

## Достижения
- Вице-чемпион Первого дивизиона Англии: 1980/81, 1981/82